# Intoxicación por hierro
La intoxicación por hierro ocurre típicamente por la ingestión de un exceso de hierro que resulta en una toxicidad aguda. Los síntomas leves que ocurren en cuestión de horas incluyen vómitos, diarrea, dolor abdominal y somnolencia. En casos más graves, los síntomas pueden incluir taquipnea, presión arterial baja, convulsiones o coma. De no ser tratada, la intoxicación por hierro puede provocar una insuficiencia multiorgánica que resulta en daño orgánico permanente o la muerte.
El hierro está disponible sin receta médica como un suplemento de entidad única en forma de sal de hierro o en combinación con suplementos vitamínicos y se usa comúnmente en el tratamiento de las anemias. Las sobredosis de hierro se pueden clasificar como ingestión involuntaria que se asocia predominantemente con niños o ingestión intencional que implica intentos de suicidio en adultos. La ingestión involuntaria de productos farmacéuticos que contienen hierro es una de las principales causas de mortalidad en niños menores de 6 años en los Estados Unidos. Como respuesta, en 1997 la Administración de Drogas y Alimentos de los EE. UU. (FDA) implementó una regulación que requiere etiquetas de advertencia y envases de dosis unitaria para productos que contienen más de 30 mg de hierro elemental por dosis.
El diagnóstico de intoxicación por hierro se basa en la presentación clínica que incluye pruebas de laboratorio para las concentraciones séricas de hierro y acidosis metabólica junto con el examen físico. El tratamiento para la intoxicación por hierro implica la reposición de líquidos, la descontaminación gastrointestinal, la administración de deferoxamina por vía intravenosa, los trasplantes de hígado y el seguimiento del estado del paciente. El grado de intervención requerido depende de si el paciente tiene riesgo de toxicidad grave.

## Signos y síntomas
La manifestación de la intoxicación por hierro puede variar según la cantidad de hierro ingerida por el individuo y se clasifica además en cinco etapas según el momento de aparición de los signos y síntomas. La concentración de hierro sérico a las 4-6 h de la ingesta es el dato de laboratorio que más se correlaciona con la severidad de la intoxicación. En casos leves a moderados, las personas pueden permanecer asintomáticas o solo experimentar síntomas gastrointestinales leves que se resuelven en unas seis horas. En casos graves, los afectado pueden presentar signos y síntomas sistémicos y requerir tratamiento. La presentación clínica de la intoxicación por hierro en ausencia de tratamiento progresa en cinco etapas: fase gastrointestinal, fase latente, fase de acidosis metabólica y shock, fase de hepatotoxicidad y obstrucción intestinal por cicatrización.
| Escenario | Fase                        | Tiempo posterior a la ingestión | Presentación clínica                                                                                      |
| --------- | --------------------------- | ------------------------------- | --- |
| 1         | Gastrointestinal            | 30 minutos a 6 horas            | Dolor abdominal, diarrea, vómitos, heces negras                                                           |
| 2         | Latente                     | 6 a 24 horas                    | Ninguno                                                                                                   |
| 3         | Acidosis metabólica y shock | 6 a 72 horas                    | Choque hipovolémico, presión arterial baja, respiración rápida, dificultad para respirar, taquicardia.    |
| 4         | Hepatotoxicidad             | 12 a 96 horas                   | Insuficiencia hepática aguda                                                                              |
| 5         | Obstrucción intestinal      | 2 a 8 semanas                   | Vómitos, obstrucción del intestino delgado que impide el paso de los alimentos (debido a las cicatrices). |

La primera indicación de intoxicación por hierro ocurre dentro de las primeras seis horas posteriores a la ingestión e involucra síntomas gastrointestinales que incluyen dolor abdominal acompañado de náuseas y vómitos con o sin sangre. Debido a la desintegración de las tabletas de hierro, las heces pueden aparecer de color negro, verde oscuro o gris. Después de la primera etapa, los síntomas gastrointestinales parecen resolverse en la fase latente y los individuos pueden mostrar signos de mejoría. Después de esta etapa, el hierro comienza a afectar las células de los órganos del cuerpo, lo que se manifiesta como numerosos signos y síntomas sistémicos que se desarrollan después de 6 a 72 horas, en la fase de acidosis metabólica. Los individuos pueden presentar signos de shock cardiogénico indicados por presión arterial baja, frecuencia cardíaca rápida y falta de aire severa. El choque hipovolémico se produce debido a la pérdida de sangre por la hemorragia gastrointestinal causada por el hierro. Durante esta fase, la acidosis metabólica también puede desarrollar órganos internos dañinos como el cerebro y el hígado. En la cuarta etapa, que tiene lugar de 12 a 96 horas después de la ingestión, se produce toxicidad e insuficiencia hepática a medida que las células comienzan a morir. En la última etapa de la intoxicación por hierro después de 2 a 8 semanas después de la ingestión, la cicatrización del revestimiento de la mucosa gastrointestinal resulta en una obstrucción intestinal.

## Causa

### Fisiopatología
El hierro es esencial para la producción de hemoglobina en los glóbulos rojos que es responsable de transportar oxígeno por todo el cuerpo. El hierro es empleado también como cofactor para reacciones con el citocromos y otros elementos encargados del transporte de electrones a nivel mitocondrial. En condiciones fisiológicas normales, las formas no iónicas de hierro (Fe °) se convierten en hierro ferroso (Fe2 +) mediante el ácido gástrico en el estómago. Luego, el hierro ferroso se absorbe en el intestino delgado, donde se oxida a su forma de hierro férrico (Fe3 +) antes de ser liberado al torrente sanguíneo. El hierro libre en la sangre es tóxico para el cuerpo ya que altera la función celular normal y daña órganos como el hígado, el estómago y el sistema cardiovascular. El cuerpo humano tiene mecanismos de protección para evitar que el exceso de hierro férrico libre circule por el cuerpo. Cuando se transporta por todo el cuerpo, el hierro se une a una proteína transportadora de hierro llamada transferrina para evitar que el hierro sea absorbido por diferentes células. Cualquier exceso de hierro se almacena como ferritina en el hígado. En el caso de una sobredosis de hierro, las reservas de hierro se sobresaturan y los mecanismos de protección del cuerpo fallan, lo que resulta en un exceso de hierro circulante libre.

### Dosis tóxica
La intoxicación por hierro puede ocurrir cuando se ingieren dosis de 20 a 60 mg/kg de peso del individuo o más de hierro elemental y la mayoría de los casos informan principalmente síntomas gastrointestinales. Los signos y síntomas sistémicos que se muestran en toxicidad grave se producen a dosis superiores a 60 mg/kg. Ingerir por encima de 120 mg/kg puede ser fatal. La dosis terapéutica para la anemia ferropénica es de 3 a 6 mg / kg / día. Personas que han ingerido menos de 20 mg / kg de hierro elemental normalmente no presentan síntomas. Es poco probable que se produzca una intoxicación por hierro solo con la dieta, siendo los suplementos de hierro la causa de la sobredosis. La cantidad de hierro elemental en un suplemento de hierro se puede calcular en función del porcentaje que constituye por tableta. Por ejemplo, un 300 mg comprimidos de fumarato ferroso contienen 100 mg de hierro elemental o 33 %.
- El sulfato ferroso contiene un 20 % de hierro elemental por mg de sal mineral.
- El gluconato ferroso contiene un 12 % de hierro elemental por mg de sal mineral.
- El fumarato ferroso contiene un 33 % de hierro elemental por mg de sal mineral.

## Diagnóstico
La toxicidad por hierro es principalmente un diagnóstico clínico que implica obtener un historial detallado del paciente y un examen físico de los signos y síntomas del individuo. Se debe recopilar información como la cantidad de hierro ingerida y el momento para evaluar el nivel de toxicidad. Se deben evaluar los signos de intoxicación grave por hierro, como confusión o letargo extremo, aumento de la frecuencia cardíaca o presión arterial baja en los adultos. En los niños, se pueden observar signos de shock con cambios de comportamiento como disminución de la capacidad de respuesta, llanto e incapacidad para concentrarse. Los vómitos persistentes a menudo se asocian con la intoxicación por hierro y también se utilizan para determinar la gravedad de la intoxicación por hierro. Las pruebas de laboratorio, como la medición del nivel máximo de hierro sérico después de 4 a 6 horas de ingestión, pueden ser útiles para determinar la gravedad de la toxicidad por hierro. En general, los niveles inferiores a 350 μg/dL se asocian con una intoxicación por hierro más leve, mientras que los niveles superiores a 500 μg/dL se asocian con una intoxicación por hierro más grave. Se deben realizar mediciones de los niveles de electrolitos, función renal, glucosa sérica, pruebas de función hepática (enzimas y bilirrubina ), hemograma completo, tiempo de coagulación mediante protrombina y tiempo parcial de tromboplastina, desequilibrio aniónico para la acidosis metabólica, para el seguimiento clínico y la confirmación de la intoxicación por hierro.
La prueba de provocación con deferoxamina es una prueba de diagnóstico para confirmar la intoxicación por hierro, sin embargo, ya no se recomienda para fines de diagnóstico debido a preocupaciones con respecto a la precisión. La deferoxamina se puede administrar por vía intramuscular como una dosis única donde luego se une al hierro libre en la sangre y se excreta en la orina, convirtiéndola en un color "naranja ladrillo" o rosa / rojo / naranja. Las radiografías ya no se utilizan para el diagnóstico debido a la falta de conexión entre la gravedad de la toxicidad por hierro y la presencia de tabletas de hierro radiopacas en el estómago en las radiografías. Este método también requiere que la tableta ingerida sea radiopaca, lo que la mayoría de las preparaciones de hierro no lo son.

## Tratamiento
El tratamiento de la intoxicación aguda por hierro implica proporcionar al paciente asistencia respiratoria y deferoxamina intravenosa. Los pacientes que presenten síntomas graves en la fase gastrointestinal deben recibir reanimación volumétrica para evitar el choque hipovolémico por la pérdida de volumen sanguíneo. La solución salina normal se administra por vía intravenosa para mantener un volumen adecuado de líquido en el cuerpo. La deferoxamina es un fármaco que se utiliza en casos de intoxicación grave por hierro. Es un agente quelante y se une al hierro libre en el cuerpo para ser eliminado por los riñones a la orina. La dosificación de deferoxamina debe determinarse consultando a un toxicólogo, pero normalmente se infunde de forma continua de 10 a 15 °C. mg/kg hasta 35 mg/kg por hora y sin exceder la dosis diaria máxima de 6 g para adultos. En pacientes pediátricos, las dosis no deben exceder los 15 mg/kg por hora. La duración recomendada del tratamiento es hasta que los síntomas se hayan resuelto, que suele ser de 24 horas. En casos fatales de intoxicación por hierro donde hay insuficiencia hepática, puede ser necesario un trasplante de hígado.
El tratamiento de la intoxicación por hierro debe basarse en la presentación clínica, los niveles máximos de hierro en suero y otros resultados de laboratorio. Como pauta general, los pacientes que han ingerido dosis más bajas de hierro elemental, tienen un nivel máximo de hierro sérico inferior a 500 μg/dL y suelen permanecer asintomáticos o solo presentan síntomas gastrointestinales leves, por lo general no requieren tratamiento y deben ser observados durante 6 horas después de la hora de la ingestión. En los casos en los que se hayan ingerido altas dosis de hierro elemental y el paciente presente signos y síntomas de intoxicación sistémica grave por hierro, deben iniciarse inmediatamente medidas de apoyo como reanimación de volumen y deferoxamina. Una respuesta rápida al envenenamiento por hierro puede mejorar significativamente los resultados clínicos.